# Federico Etxabe Musatadi
Federico Etxabe Musatadi (Kortezubi, 20 de juliol de 1960) és un ciclista basc, ja retirat, que fou professional entre 1982 i 1996, durant els quals aconseguí 44 victòries.
En categoria junior va guanyar el Campionat d'Espanya en la modalitat de contrarellotge per equips, junt a Jon Koldo Urien, Julián Gorospe i Jon "Tati" Egiarte.
Els seus millors resultats a les Grans Voltes foren la cinquena posició al Giro d'Itàlia de 1990, i una quarta posició a la Volta a Espanya de 1991, tot i que sens dubte el seu millor èxit fou la victòria a l'etapa de l'Aup d'Uès del Tour de França de 1987.Fou el primer ciclista espanyol en guanyar en una prova de la Copa del Món fora d'Espanya, al Canadà, al Gran Premi de les Amèriques de 1992.
Bon escalador, es defensava en tots els terrenys i va arribar a lluitar per la general de la Volta a Espanya diversos anys. Fou cap de files de l'equip CLAS fins a l'arribada a l'equip de Tony Rominger.

## Palmarès
- 1982
  - Vencedor d'una etapa de la Volta a Cantàbria
- 1983
  - Vencedor d'una etapa de la Volta a Astúries
- 1984
  - 1r a la Volta a Burgos i vencedor de 2 etapes
  - Vencedor d'una etapa de la Ruta d'Or
- 1985
  - 1r al Gran Premi de Primavera
  - Vencedor d'una etapa de la Volta a Espanya
  - Vencedor d'una etapa de la Volta a Astúries
  - Vencedor d'una etapa de la Volta a Andalusia
  - Vencedor d'una etapa de la Volta a la Comunitat Valenciana
  - Vencedor d'una etapa de la Volta a Galícia
- 1986
  - 1r al Gran Premi de Primavera
  - Vencedor d'una etapa de la Volta a Catalunya
- 1987
  - 1r al Circuit de Getxo
  - Vencedor d'una etapa del Tour de França
  - Vencedor d'una etapa de la Volta a Astúries
- 1988
  - 1r a la Vuelta a los Valles Mineros
  - 1r a la Volta a La Rioja
  - Vencedor d'una etapa de la Volta a Astúries
- 1989
  - 1r a la Bicicleta Eibarresa - Subida a Arrate
  - 1r a la Volta a Castella i Lleó
- 1990
  - 1r a la Volta a Galícia
  - Vencedor d'una etapa de la Volta a Espanya
- 1991
  - Vencedor d'una etapa de la Volta a la Comunitat Valenciana
- 1992
  - 1r al Gran Premi de les Amèriques
  - 1r al Gran Premi de Primavera
- 1993
  - Vencedor d'una etapa Volta al País Basc
  - Vencedor d'una etapa Challenge a Mallorca

### Resultats al Tour de França
- 1984. 39è de la classificació general
- 1986. 38è de la classificació general
- 1987. 12è de la classificació general. Vencedor d'una etapa
- 1988. 25è de la classificació general
- 1989. Abandona (15a etapa)
- 1992. 38è de la classificació general
- 1993. 23è de la classificació general
- 1994. 34è de la classificació general
- 1996. 40è de la classificació general

### Resultats a la Volta a Espanya
- 1982. 39è de la classificació general
- 1983. 41è de la classificació general
- 1984. 17è de la classificació general
- 1985. 33è de la classificació general. Vencedor d'una etapa
- 1986. 36è de la classificació general
- 1987. 17è de la classificació general
- 1988. 13è de la classificació general
- 1989. 4t de la classificació general
- 1990. 6è de la classificació general. Vencedor d'una etapa i 1r de la Classificació de la combinada
- 1991. 4t de la classificació general. 1r de la Classificació de la combinada
- 1992. 5è de la classificació general
- 1993. 24è de la classificació general
- 1994. 22è de la classificació general
- 1995. 18è de la classificació general
- 1996. Abandona

### Resultats al Giro d'Itàlia
- 1990. 5è de la classificació general
- 1991. 13è de la classificació general